# Philippe Clement
Philippe Clement (Anversa, 22 marzo 1974) è un allenatore di calcio ed ex calciatore belga, di ruolo difensore.

## Statistiche

### Statistiche da allenatore
Statistiche aggiornate al 24 febbraio 2025. In grassetto le competizioni vinte.
| Stagione           | Squadra            | Campionato         | Campionato | Campionato | Campionato | Campionato | Coppe nazionali | Coppe nazionali | Coppe nazionali | Coppe nazionali | Coppe nazionali | Coppe continentali | Coppe continentali | Coppe continentali | Coppe continentali | Coppe continentali | Altre coppe | Altre coppe | Altre coppe | Altre coppe | Altre coppe | Totale | Totale | Totale | Totale | % Vittorie | Piazzamento |
| Stagione           | Squadra            | Comp               | G          | V          | N          | P          | Comp            | G               | V               | N               | P               | Comp               | G                  | V                  | N                  | P                  | Comp        | G           | V           | N           | P           | G      | V      | N      | P      | %          | Piazzamento |
| ------------------ | ------------------ | ------------------ | ---------- | ---------- | ---------- | ---------- | --------------- | --------------- | --------------- | --------------- | --------------- | ------------------ | ------------------ | ------------------ | ------------------ | ------------------ | ----------- | ----------- | ----------- | ----------- | ----------- | ------ | ------ | ------ | ------ | ---------- | ----------- |
| lug.-dic. 2017     | Waasland-Beveren   | D1                 | 19         | 7          | 3          | 9          | CB              | 3               | 2               | 1               | 0               | -                  | -                  | -                  | -                  | -                  | -           | -           | -           | -           | -           | 22     | 9      | 4      | 9      | 40,91      | Resc. cons. |
| dic. 2017-2018     | Genk               | D1                 | 12+11      | 6+5        | 3+4        | 3+2        | CB              | 4               | 1               | 1               | 2               | -                  | -                  | -                  | -                  | -                  | -           | -           | -           | -           | -           | 27     | 12     | 8      | 7      | 44,44      | Sub. 5º     |
| 2018-2019          | Genk               | D1                 | 30+10      | 18+6       | 9+2        | 3+2        | CB              | 3               | 2               | 1               | 0               | UEL                | 14                 | 9                  | 3                  | 2                  | -           | -           | -           | -           | -           | 57     | 35     | 15     | 7      | 61,40      | 1º          |
| Totale Genk        | Totale Genk        | Totale Genk        | 63         | 35         | 18         | 10         |                 | 7               | 3               | 2               | 2               |                    | 14                 | 9                  | 3                  | 2                  |             | -           | -           | -           | -           | 84     | 47     | 23     | 14     | 55,95      |             |
| 2019-2020          | Club Bruges        | D1                 | 29         | 21         | 7          | 1          | CB              | 6               | 3               | 2               | 1               | UCL                | 10                 | 3                  | 4                  | 3                  | -           | -           | -           | -           | -           | 45     | 27     | 13     | 5      | 60,00      | 1º          |
| 2020-2021          | Club Bruges        | D1                 | 34+6       | 24+1       | 4+3        | 6+2        | CB              | 3               | 2               | 0               | 1               | UCL+UEL            | 6+2                | 2+0                | 2+1                | 2+1                | -           | -           | -           | -           | -           | 51     | 29     | 10     | 12     | 56,86      | 1º          |
| 2021-gen. 2022     | Club Bruges        | D1                 | 21         | 11         | 7          | 3          | CB              | 3               | 3               | 0               | 0               | UCL                | 6                  | 1                  | 1                  | 4                  | SB          | 1           | 1           | 0           | 0           | 31     | 16     | 8      | 7      | 51,61      | Resc. cons. |
| Totale Club Bruges | Totale Club Bruges | Totale Club Bruges | 90         | 57         | 21         | 12         |                 | 12              | 8               | 2               | 2               |                    | 24                 | 6                  | 8                  | 10                 |             | 1           | 1           | 0           | 0           | 127    | 72     | 31     | 24     | 56,69      |             |
| gen.-giu. 2022     | Monaco             | L1                 | 19         | 12         | 4          | 3          | CF              | 3               | 2               | 1               | 0               | UEL                | 2                  | 0                  | 1                  | 1                  | -           | -           | -           | -           | -           | 24     | 14     | 6      | 4      | 58,33      | Sub. 3º     |
| 2022-2023          | Monaco             | L1                 | 38         | 19         | 8          | 11         | CF              | 1               | 0               | 1               | 0               | UCL+UEL            | 2+8                | 0+4                | 1+1                | 1+3                | -           | -           | -           | -           | -           | 49     | 23     | 11     | 15     | 46,94      | 6º          |
| Totale Monaco      | Totale Monaco      | Totale Monaco      | 57         | 31         | 12         | 14         |                 | 4               | 2               | 2               | 0               |                    | 12                 | 4                  | 3                  | 5                  |             | -           | -           | -           | -           | 73     | 37     | 17     | 19     | 50,68      |             |
| ott. 2023-2024     | Rangers            | SP                 | 30         | 22         | 4          | 4          | CS+CdL          | 5+2             | 4+2             | 0               | 1+0             | UEL                | 6                  | 2                  | 3                  | 1                  | -           | -           | -           | -           | -           | 43     | 30     | 7      | 6      | 69,77      | Sub. 2º     |
| 2024-feb. 2025     | Rangers            | SP                 | 27         | 17         | 5          | 5          | CS+CdL          | 2+4             | 1+3             | 0+1             | 1+0             | UCL+UEL            | 2+8                | 0+4                | 1+2                | 1+2                | -           | -           | -           | -           | -           | 43     | 25     | 9      | 9      | 58,14      | Eson.       |
| Totale Rangers     | Totale Rangers     | Totale Rangers     | 57         | 39         | 9          | 9          |                 | 13              | 10              | 1               | 2               |                    | 16                 | 6                  | 6                  | 4                  |             | -           | -           | -           | -           | 86     | 55     | 16     | 15     | 63,95      |             |
| Totale carriera    | Totale carriera    | Totale carriera    | 286        | 169        | 63         | 54         |                 | 39              | 25              | 8               | 6               |                    | 66                 | 25                 | 20                 | 21                 |             | 1           | 1           | 0           | 0           | 392    | 220    | 91     | 81     | 56,12      |             |

## Palmarès

### Giocatore
- Coppa del Belgio: 4

Genk: 1997-1998
Club Bruges: 2001-2002, 2003-2004, 2006-2007
- Campionato belga: 2

Club Bruges: 2002-2003, 2004-2005
- Supercoppa del Belgio: 4

Club Bruges: 2002, 2003, 2004, 2005

### Allenatore
- Campionato belga: 3

Genk: 2018-2019
Club Bruges: 2019-2020, 2020-2021
- Supercoppa del Belgio: 1

Club Bruges: 2021
- Coppa di Lega scozzese: 1

Rangers: 2023-2024